# サンペドロ湾 (アメリカ)

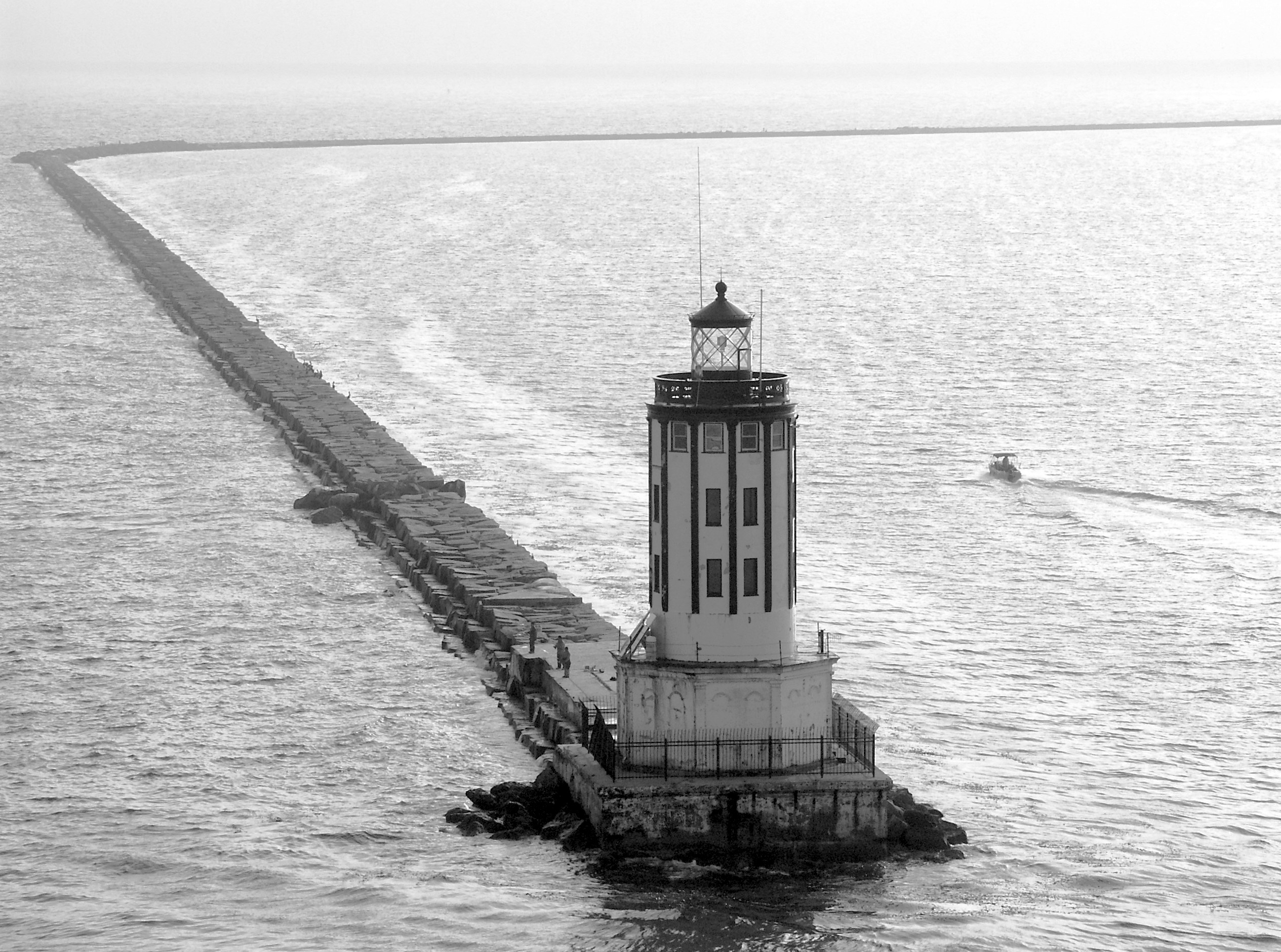
ロサンゼルス灯台

サンペドロ湾（San Pedro Bay）は、アメリカ合衆国カリフォルニア州ロサンゼルスの海の玄関ロサンゼルス港がある湾で、サンタカタリナ湾の最北にあたる。一部がアラミトス湾（Alamitos Bay）やアナハイム湾（Anaheim Bay）と呼ばれる。海水浴場で有名なロングビーチもある。